# Petaurillus emiliae
Petaurillus emiliae es una especie de roedor de la familia Sciuridae.

## Distribución geográfica
Es  endémica de Malasia.